# Friends and Family (Сімпсони)
«Friends and Family» (укр. «Друзі та сім’я») — друга серія двадцять восьмого сезону мультсеріалу «Сімпсони», прем'єра якої відбулась 2 жовтня 2016 року у США на телеканалі «Fox».

## Сюжет
Містер Бернс їде на прийом до свого психіатра, щоб розібратися зі своєю проблемою гніву. До гніву Бернса доктор Нассбаум відмовляється від своєї справи після сімдесяти невдалих років лікування Бернса. Він каже, що Бернс ніколи не зможе мати сім'ю. Незабаром після того, як Бернс виходить з кімнати, лікар помирає.
Під час похорону Бернс платить за його надгробний пам'ятник, на якому написано «Оплачено Монтгомері Бернсом», яке гніває всіх присутніх. Рятуючись від розлюченого натовпу скорботників, Бернс і Смізерс випадково наїжджають на професора Фрінка, який носить окуляри віртуальної реальності. Бернс цікавиться технологією і забирає окуляри додому, де йому дуже весело. Однак Смізерс нагадує, що сказав його лікар, — йому потрібна сім'я. Він пропонує запрограмувати віртуальну сім'ю.
На кастингу сімей Сімпсони найбільше виділялися, тому Бернс вирішує найняти їх. Оскільки Бернс сам хоче стати батьком родини, Гомера відправляють назад додому. Під час перших записів Бернс насолоджується досвідом і наймає Сімпсонів на десять років.
Тим часом вдома Гомер спочатку сумує за родиною, але згодом розуміє, що може розважатися і сам. Лежачи голими на даху вночі, він зустрічає свою сусідку Джулію. Вони швидко товаришують одне з одним через любов до пива та ненависть до Неда Фландерса.
На записах решта Сімпсонів уже втомилися від своєї роботи, через що Бернс розлючений на них. Він розчаровується, коли заводить сім'ю, і звільняє Сімпсонів.
Коли сім'я повертається додому, Мардж дізнається про дружбу Гомера з Джулією. Вона розлючується, думаючи, що Гомер зраджує її з Джулією, але Джулія запевняє Мардж, що вони з Гомером — просто друзі і що вона не вкраде чоловіка, який перебуває у відданих стосунках. Джулія каже Мардж, що їй та Гомеру пощастило мати одне одного, після чого йде. Мардж, хоч і приймає дружбу Гомера з Джулією, все ще трохи розлючена на нього. Однак, е після того, як Гомер пояснює деякі речі, які Джулія навчила його, які можуть покращити його стосунки з Мардж, вона прощає йому.
У фінальній сцені показано, як кілька років по тому більшість мешканців Спрінґфілда, включно з Гомером і Мардж, використовують окуляри віртуальної реальності для задоволення власних потреб.

## Ставлення критиків і глядачів
Під час прем'єри серію переглянули 6 млн осіб з рейтингом 2.6, що зробило її найпопулярнішим шоу на каналі «Fox» тієї ночі.
Денніс Перкінс з «The A.V. Club» дав серії оцінку B-, сказавши:
|  | На щастя, хоча «Друзі та сім’я» ніколи не збираються разом, кожна історія має свої принади. Нещодавні «Сімпсони» мають дивовижну тенденцію запихати два можливі головні сюжети в одному епізоді, скорочуючи їх обидва. Тут провина лежить більше на тому, як з-біса довго потрібно дістатися до сюжету(-ів), але, до того моменту, як солодкий кінець обертається навколо… послідовні пробійки та смуг серця втомили мене. |

Тоні Сокол з «Den of Geek» дав серії чотири з п'яти зірок, сказавши:
|  | Репліки — це не все, особливо в анімації, і цей епізод має десятки видовищних ситуацій, багато з яких відбуваються на задньому плані… Я цього слова не вживаю з легкістю, але ця серія була «чудовою». |

Згідно з голосуванням на сайті The NoHomers Club більшість фанатів оцінили серію на 3/5, із середньою оцінкою 2,86/5.